# Heavy Stereo
Heavy Stereo — британская рок-группа 90-х годов.

## Общие сведения
Группа была основана Колином «Гемом» Арчером. Гем — солист, гитарист, продюсер и основной автор песен коллектива.

В музыке Heavy Stereo ощущается влияние глэм-рока 70-х, в частности Sweet, Гари Глиттера, T-Rex,
New York Dolls и др.

Дебютный альбом группы Deja Voodoo был выпущен в 1996 году.

Коллектив распался после того, как Гем присоединился к Oasis в качестве гитариста и клавишника, заменив там Пола Артура Бонхэда. Сейчас Арчер работает гитаристом  в "Высоко летящих птиц Ноэла Галлагера" .

Ник Джонс в данный момент играет Нв группе The Jim Jones Revue.

## Состав
Колин «Гем» Арчер — вокал, ритм-гитара, пианино

Нез — бас-гитара

Пит Даунинг — соло-гитара

Ник Джонс — ударные, перкуссия

## Дискография

### Альбомы
- Deja Voodoo (Сентябрь 1996)

1. «Chinese Burn»
2. «Cartoon Moon»
3. «Deja Voodoo»
4. «Tell Yer Ma»
5. «Crown Of Thoughts»
6. «Mouse In A Hole»
7. «Bangers And Mash»
8. «Deep Fried Heart»
9. «Reaching For Heaven»
10. «Keep Up»
11. «Planet Empty»
12. «Shooting Star»

- B-Sides & Singles (Январь 2010)

1. «Sleep Freak»
2. «Smiler»
3. «Cartoon Moon» (Acoustic)
4. «Magic Sponge»
5. «No Small Print»
6. «Worm Brain»
7. «Big Apple Pie»
8. «Freedom Bug»
9. «Pleasure Dip»
10. «Wondefools»
11. «The Gift» (кавер на The Jam)

### Синглы
- «Sleep Freak» (1995)
- «Smiler» (1995)
- «Chinese Burn» (1996)
- «Mouse in a Hole» (1996)